# Владимир Ђорђевић (писац)
Владимир Ђорђевић (Крагујевац, 5. август 1976.) српски је драмски писац, сценариста, редитељ, глумац, књижевник, сликар, продуцент, композитор, предузетник, мастер музички уметник - музичар у медијима.

## Биографија
Завршио је Другу крагујевачку гимназију, дипломирао на Правном факултету за привреду и правосуђе у Новом Саду и Правни факултет у Крагујевцу. Завршио је мастер студије на Филолошко-уметничком факултету у Крагујевцу - продукција - студијски програм: Музика у медијима.
Објавио је седам књига, од којих је једна званична лектира веронауке за ученике основних школа у Србији. Члан је Удружења драмских писаца Србије и члан Председништва овог удружења. Његове драме извођене су на домаћим и међународним фестивалима. Неколико драма постављено је и на сценама у иностранству. Аутор је сценарија за телевизијски играни и образовни програм. Уредник је и рецензент неколико књига.
Играо је у позоришту, у телевизијским серијама и на филму. Режирао петнаест драма и сценских приказа од којих су две драме извођене на међународним фестивалима. Десет година водио је Драмски студио и Позоришну радионицу у оквиру Позоришта младих Центра за неговање традиционалне културе „Абрашевић” у Крагујевцу. Многи од полазника сада су професионалци у свету уметности и културе.
Аутор сонгова и музике за неколико позоришних представа. Водитељ и сценариста великог броја академија, свечаних пријема, културних и уметничких манифестација, свечаности и других програма.
Сарадник филмских продукцијских кућа на позицијама кастинг директора, организације снимања, асистента и помоћника редитеља.
Објављиване су му песме, приповетке, кратке приче, есеји, чланци у више значајних часописа, који се баве уметношћу, културом, традицијом, православљем, историјом, као и у више књижевних зборника.
Објављује у часопису Драма, Удружења драмских писаца Србије, Београд. Сарадник је на изради Лексикона града Крагујевца, области: Верске заједнице и Установе културе града Крагујевца, 2009.
Аутор је програма тренинга за јавне наступе „Елегантна комуникација“ и програма Школице живота „Заволите Љубав“.
Добитник је више признања за уметничко и друштвено деловање.

## Књиге
- 2023. - "Три драме" - изабране драме Владимира Ђорђевића
- 2023. - "Крвави Божић" - четврто издање
- 2021. - "Крвави Божић" - треће издање
- 2019. - "Драме" - изабране драме Владимира Ђорђевића
- 2019. - "Крвави Божић" - друго издање
- 2018. - "Крвави Божић" - прво издање
- 2003. - „Хвала ти, чудотворче“.
- 2002. - „Православна почетница“.[3]
- 2001. - „Животињско–биљни азбучник“.[4]
- 1999. - Збирка песама „Стално се томе враћам“.

## Драме
- 2024. - "Путник" - монодрама
- 2024. - "Биће боље да се не виђамо"
- 2024. - "Окамењени" - монодрама - извођена
- 2024. - "Ноћ Лазарева" - извођења
- 2023. -  "Запис Михаила књаза"
- 2023. - "Клеопатрин вез"
- 2022. - "Културна дипломатија" - извођена
- 2021. - "Завештање Милошево"
- 2018. - "Бедеми ћирилице" -  извођена
- 2017. - „Его и ја“ - дуодрама.
- 2017. - "Шетали су Милошевом престоницом" - извођена
- 2016. - "Нисмо криви" - дуодрама
- 2015. — „На таљигама у вечност — слово о војводи Петру Бојовићу“ — извођена.[5]
- 2015. — „Писарева паљба“ — извођена.
- 2014. — „Деспот“ - дуодрама.
- 2014. — „Замка са сиром“.
- 2013. — „Ноћ последња Растка Немањића“.
- 2013. — „Белег број 5027 — слово о Апису“ — извођена.[6]
- 2013. — „Плави круг“ — извођена.
- 2013. — „Моја Срна”.
- 2013. — „Хоћу да останем мали” - монодрама
- 2012. — „Небески јунаци”.
- 2012. — „Необична шума и Вукова глума” — извођена.
- 2012. — „Нормалан а луд”.
- 2012. — „Ожени ме мајко” — извођена и екранизована.
- 2011. — „Балет за нилске коње” — извођена.
- 2011. — „Младунче” - монодрама
- 2010. — „Будимир Милункин” — извођена.
- 2010. — „Школа за младунце”.
- 2009. — „Пут до чаролије” — извођена.
- 2009. — „Ако сте нас родили онда нас волите” — извођена.
- 2009. — „На игли”.
- 2009. — „Школа љубави” — извођена.
- 2009. — „Имам нешто да ти кажем” — („Зини да ти кажем”) — извођена.
- 2009. — „Гнездо љубави”.
- 2008. — „Праштања“.
- 2008. — „Милутин са Рудника и другари из шуме“ — извођена.
- 2007. — „Крвави Божић“ - монодрама - извођена
- 2007. — „Уплакана лепотица Милица“— извођена.
- 2007. — „Ако ниси фин, средиће те џин“ — извођена.
- 2007. — „Ко јарићима једе мајку? — извођена.
- 2006. — „Бесмисао рата“.
- 2006. — „Милица, Марица и културна заврзламица“ — извођена.
- 2006. — „Трећи српски устанак”.
- 2006. — „Близанци”.
- 2005. — „Новогодишње дежурство” — извођена.
- 2005. - „Сузе љубави”.

Неколико драма објављено је на сајтовима посвећеним култури и уметности, седам је штампано, а њих двадесет и три је до сада постављено на позоришним сценама. Четири драме су постављене на сценама у иностранству, и исто толико их је изведено на међународним фестивалима.

## Сценариј
- 2024. - "Песник са Лепенице и његова муза" - музичко-драмски приказ о стваралаштву Драгише Недовића
- 2023. - "Кнежев дневник" - драмски приказ
- 2020. — Играни филм „Милојев дар”.
- 2017 — „Витезови српског неба“ — сценски приказ.
- 2017. — „Шетали су Милошевом престоницом“ — сценски приказ.
- 2014. — Телевизијски играни серијал „Дијабетес није баук, то је стил живота” — емитован.
- 2014. — Образовни телевизијски серијал за децу „Свезнајуће острво” — 20 епизода — емитован.
- 2010. — ТВ драма „Крвави Божић” — емитована.
- 2009. — Играна серија за децу „Породичне авантуре” — 10 епизода.
- 2008. — Играни филм „Црта” — преведен на енглески и француски.
- 2002. — „Тебе појем“ — сценски приказ — извођен.

## Аутор и водитељ телевизијских и радио емисија
- 2021. - "Чувари традиције" - Српска традиција кроз уметност
- 2005. - „Духовни видици“ - Емисија је емитована на више телевизија у Србији.
- 2005. - „Православље“ - 120 емисија.
- „Србијом кроз векове“ - 50 емисија
- „О књижевности“ - 30 емисија
- „Историја народа српског“ - 30 емисија.

## Режије
- 2023. - "Нормалан, а луд" - драма - позориште Миливоје Живановић Пожаревац
- 2021. - "Раваница поје" - музички спот посвећен манастиру Раваници
- 2019. - "Прођох Левач, прођох Шумадију" - педесети јубиларни Сабор народног стваралаштва
- 2014. — „Сумњива Министарка” — Позориште младих, Центра „Абрашевић“, Крагујевац.
- 2013. — „Кључ за срце” — Позориште младих, Центра „Абрашевић”, Крагујевац.
- 2013. — „Од супе до љубавног гнезда” — Позориште младих, Центра „Абрашевић“, Крагујевац.
- 2011. — „Ако ниси фин, средиће те џин” Креативна позоришна радионица, Позориште младих, Центра „Абрашевић“, Крагујевац.
- 2009. — „Глумац и његове сенке”, Позориште младих, Центра „Абрашевић“, Крагујевац.
- 2009. — „Коме ли се приволети царству?”, Драмска сцена Центра за младе – Крагујевац.
- 2009. — „Тако је говорио Ава Јустин”, Позориште младих, Центра „Абрашевић“, Крагујевац.
- 2008. — „Повратак у Лелић“, Позориште младих, Центра „Абрашевић”, Крагујевац.
- 2008. — „Уплакана лепотица Милица“, Драмска сцена Центра за младе, – Крагујевац, (извођена на међународном позоришном фестивалу у Котору).
- 2007. — „Ко јарићима једе мајку?“, Позориште младих, Центра „Абрашевић“, Крагујевац. (извођена на међународном позоришном фестивалу у Котору).
- 2007. — „Кафе Лира”, Позориште младих, Центра „Абрашевић”, Крагујевац.
- 2007. — „Светлост Лазаревог ореола“, Драмска сцена Центра за младе – Крагујевац.
- 2006. — „Милица, Марица и културна заврзламица“, Креативни центар – Театар „Крцко” – Крагујевац, (извођена на међународним фестивалима у Котору и Суботици).
- 2006. — „Обилићев завет”, Креативни центар – „Театар Крцко” – Крагујевац (Прва награда на фестивалу у Врњачкој бањи).
- 2005. — „Новогодишње дежурство”, Креативни центар – „Театар Крцко” – Крагујевац.
- 2005. — „Шумадијска свадба” , Креативни центар – „Театар Крцко” – Крагујевац.
- 2002. — „Тебе Појем“, драма са византијским појањем.

## Улоге
- 2022. - Играна серија "Ваздушни мост"
- 2022. - "Беседе владике Николаја"
- 2019. - Играна серија "Швиндлери"
- 2019. - Играни филм "Милојев дар"
- 2019. - Играна серија - "Ургентни центар"
- 2015. - Играни филм "За краља и отаџбину"
- 2013. - Играна серија "Равна Гора"
- 2013. — „Кључ за срце” — Позориште младих, Центра „Абрашевић“, Крагујевац.
- 2013. — Мали лутајући улични кабаре „Сенке на асфалту“.
- 2013. — „Од супе до љубавног гнезда” — Позориште младих, Центра „Абрашевић“, Крагујевац.
- 2011. — „Празна омча” — монодрама Братислава Милановића; режија: Милић Јовановић. Позориште младих, Центра „Абрашевић“.
- 2010. — „Будимир Милункин” – монодрама; ауторски пројекат.
- 2009. - Играна серија "Село гори, а баба се чешља".
- 2008. — „Повратак у Лелић“, Позориште младих, Центра „Абрашевић”, Крагујевац.
- 2008. — „Чаролија сенки или Противградни лептири”, Позориште младих, Центра „Абрашевић“, Крагујевац.
- 2007. — „Милутин са Рудника и другари из шуме” – монодрама; ауторски пројекат.
- 2001. — „Краљ Иби“, Академско позориште СКЦ–а – Крагујевац.
- 2000. — „Вера, Нада, Љубав и мати им Софија“, ауторски пројекат; режија: Милић Јовановић.
- 2000. — „Витомир дискурс“ — монодрама, Академско позориште СКЦ–а, Крагујевац
- 1999. — „Задужбина грешног хаџије“, Академско позориште СКЦ–а, Крагујевац.
- 1998. — „Жак или покорност“, Академско позориште СКЦ–а, Крагујевац.
- 1997. — „Жути такси“, Академско позориште СКЦ–а, Крагујевац.
- 1993. — „Последњи гост“, Драмски студио Дома омладине, Крагујевац.
- 1992. — „Чекалац“, Драмски студио Дома омладине, Крагујевац.
- 1991. — „Дон Жуан се враћа из рата“, Драмски студио Дома омладине, Крагујевац.
- 1990. — „Немушти језик”, Дечија позоришна радионица Дома омладине, Крагујевац.
- 1990. — „Голубњача“, Театар Јоаким Вујић — Књажевско–српски театар, Крагујевац (преко сто извођења на сценама широм Србије).

## Награде и признања
- „Чувар културног наслеђа“ - Крагујевац, 2023.
- „Чувар културног наслеђа“ - Врњачка Бања, 2022.
- Најбољи Српски драмски писац - Anny style acting awards - Врњачка Бања, 2021.
- Прича "Ноћ пред Берлински конгрес" - ушла у књигу "Славни српски XIX век, 2020.
- Приповетка "Голготски марш" - конкурс "Милутин Ускоковић", 2019.
- Специјална награда за кратку причу "Исповест" - Светосавска омладинска заједница Зворник, 2018.
- Награда "УСКОР"-а, 2018.
- „Чувари завета“ — Дани српске културе, Париз, 2014.
- Медаља краља Петра I, за допринос очувању српске културе, традиције и уметности, Париз, 2014.
- Награде за глумачка остварења „Миодраг Јовановић — Миле Киген“, 2012.
- Признање на националном нивоу, од стране Министарства здравља РС, за допринос пројектима Института за јавно здравље, кроз написане и режиране драме, 2011.
- Признање „Слово љубве“, Културно–историјског центра „Српска круна“, за очување и неговање вековне традиције српске баштине и свеукупан допринос и развој града Крагујевца, 2010.
- Награда за драму „Ако сте нас родили, онда нас волите“ — представа са најбољом педагошком поруком, 17. Међународни луткарски фестивал у Новом Саду (ФЛУОШ) — 2010.
- Прво место на Дечијем позоришном фестивалу „Цвет на длану“ са драмом „Милица, Марица и културна заврзламица“, 2009.
- Награда „Миодраг Ђукић“ за афирмацију драмског стваралаштва и допринос раду Удружења драмских писаца Србије, 2018.